# Сарматське озеро
Сарма́тське о́зеро — озеро, зображене на середньовічних картах на території сучасного Полісся. Наразі достовірно не відомо чи існувало таке озеро насправді. Не плутати із сарматським морем, реальним прадавнім морем яке існувало в доісторичну епоху в іншому місці.
Озеро зображено на карті Себастіяна Мюнстера (1540), на карті Польщі Якова Гастальді (1562), на карті Європи Каспера Вопеля (1566), на карті Герарда Меркатора (1609) та низці інших середньовічних карт . Зафіксовано такі назви: Sarmatica (Сарматика), Sarmatica Palus (Сарматське болото), Sarmatica Lago, Sarmatica Lacus (Сарматське озеро), Море Геродота.